# Anirwan
Anirwan, śri Anirwan (bengali শ্রী অনির্বান, ur. 8 lipca 1896 w Mymensingh (Mojmoszingh w północnym Bangladeszu), zm. 31 maja 1978) – bengalski jogin i ryszi, baul, tłumacz, propagator sankhji.

## Życiorys
Studiował początkowo w Dhace, następnie w Kalkucie, uzyskując  tytuł kawjatirtha.
W początkowym okresie duchowej drogi, znany pod imieniem duchowym Swami Nirwananda Saraswati, uczeń Swamiego Nigamanandy z Assamu.
Jest autorem wielu tłumaczeń literatury z tradycji hinduistycznej na język bengalski (m.in. Śri Aurobindo, Swami Rama Tirtha, Wedy, zaratusztrianskie Gaty).
Śri Anirwan pomagał merytorycznie Wandzie Dynowskiej, tłumaczce i inicjatorce publikacji dzieł z serii Biblioteki Polsko-Indyjskiej. Jego przedmowy rozpoczynają tomy poświęcone tekstom sanskryckim i bengalskim.

## Synkretyzm religijny
W północnoindyjskich górach Kumaon, w mieście Almora utworzył „Ośrodek Kulturowy” nacechowany tolerancją religijną i synkretyzmem, w którym odbywały się studia nad hinduizmem i islamem oraz przekładano dzieła z tych tradycji.
Śri Anirwan nauczał o bliskości duchowych dróg baulów i sufich.
Również o jedności znaczeń istoty nauczania sufizmu i Upaniszad
oraz filozofii sankhji przekazanej przez rysziego Kapilę.

## Dzieła
Część swoich dzieł opatrzył jedynie pseudonimem Satyakama.
1. Aditi (Bengali: অন্তর্যোগ). Kolkata: Sri Gautam Dharmapal, Haimavati Prakashani Trust.
2. Anirvan Aloya Patanjala Yoga-Prasanga; tł. Sudipta Munsi; Calcutta: Prachi Publications. (Bengali). Published 2006.
3. Antaryoga (Bengali: অন্তর্যোগ). Kolkata: Haimavati Prakashani Trust, 1997 (Bengali year 1404),
4. Aranyak (Bengali: অারণ্যক). Red. Nagamananda Ashram magazine. Halishar: Assam Bangyiya Saraswat Math.
5. Bichitra (Bengali: বিচিত্রা). Kolkata: Smt Ramaa Choudhury, Haimavati-Anirban Trust, 1993.
6. Buddhi Yoga Of The Gita And Other essays. Biblia Impex Pvt. Ltd. 1991, Madras, Samata Books.
7. Dakshinamurti (Bengali: দক্ষিণামূর্তি). 1969. Sreerampore, Hooghly: Sri Rabindranath Bandyopadhyay,.
8. Divya Jeevan (“The Life Divine” Sri Aurobindo. দিব্য জীবন প্রসঙ্গ). Pondicherry: Sri Aurobindo Ashram (1948-51).
9. Divya Jeevan Prasanga (Bengali: দিব্য জীবন প্রসঙ্গ). Kolkata: Sri Aurobindo Pathamandir, 2000. (1958).
10. Gayatri Mandala Volumes 1-6. (Bengali).
11. Gitanuvachan (Bengali: গীতানুবচন). Vol I – 1968, Vol II – 1969, Vol III – 1970. Sreerampore, Hooghly: Sri Rabindranath Bandyopadhyay.
12. Inner Yoga (English) tł Simanta Narayan Chatterjee z “Antar Yoga.” Nowe Delhi: Voice of India.
13. Kaveri (Collection Of Poems) (Bengali: কাবেরী).1976. Kolkata: Sri Aurobindo Pathamandir
14. Lecture On the Immortality Of the Body in Sri Aurobindo’s Yoga (Bengali:).1970. Kolkata: Sri Aurobindo Pathamandir
15. Letters From A Baul, Life Within Life. (original in English). 1983. Kolkata: Sri Aurobindo Pathamandir.
16. Pather Katha (Bengali). Published 2008.
17. Pather Sathi (Bengali: পথের সাথী). Halishar: Srimat Swami Jnananada Saraswati, Assam Bangyiya Saraswat Math, 1980. (Three volumes). Kolkata: Haimavati Anirvan Trust.
18. Patralekha (Bengali: পত্রলেখা). Vol I – 1968, Vol II – 1969, Sreerampore, Hooghly: Ritambhara. Vol III – 1980, Kolkata: Haimavati Anirvan Trust.
19. Patram Pushpam. 1982. Kolkata: Haimavati Prakashani Trust.
20. Prashnottari (Bengali: প্রশ্নোত্তরী). 1973. Sreerampore, Hooghly: Sri Rabindranath Bandyopadhyay. Halishar: Srimat Swami Jnananada Saraswati, Assam Bangyiya Saraswat Math, 2001.
21. Pravachan (Bengali: প্রবচন). Vol I – 1962, Vol II – 1963, Vol III – 1966, Vol I – 1961, Vol IV – 1973. Sreerampore, Hooghly: Sri Rabindranath Bandyopadhyay. Later – Halishar: Srimat Swami Jnananada Saraswati, Assam Bangyiya Saraswat Math, 2002.
22. Pururava (Bengali). (1989)
23. Sahitya Prasanga (Bengali: সাহিত্য প্রসঙ্গ). 1980. Kolkata: Haimavati Prakashani Trust
24. Shiksha (Bengali: শিক্ষা). Vol I – 1962, Vol II – 1974. Assam Bangyiya Saraswat Math.
25. Snehashish (Bengali: স্নেহাশীষ). Vol I – 1971, Vol II – 1971, Vol III – 1972. Sreerampore, Hooghly: Ritambhara.
26. Upanishad Prasanga – Commentary on Aitareya Upanishad (Bengali: উপনিষৎ প্রসঙ্গ: ঐতরেয় উপনিষদ্). 1969. Burdwan University.
27. Upanishad Prasanga – Commentary on Ishopanishad (Bengali: উপনিষৎ প্রসঙ্গ: ঈশোপনিষদ্). 1967. Burdwan University.
28. Upanishad Prasanga – Commentary on Katha Upanishad – (Bengali: উপনিষৎ প্রসঙ্গ: কেনোপনিষদ্). 2009. Kolkata:
29. Upanishad Prasanga – Commentary on Kaushitaki Upanishad – (Bengali: উপনিষৎ প্রসঙ্গ: কেনোপনিষদ্). 2009. Kolkata:
30. Upanishad Prasanga – Commentary on Kenopanishad – (Bengali: উপনিষৎ প্রসঙ্গ: কেনোপনিষদ্). 1969. Kolkata: Haimavati Prakashani Trust
31. Upanishad Prasanga – Commentary on Mandukya Upanishad – (Bengali: উপনিষৎ প্রসঙ্গ: কেনোপনিষদ্). 2009. Kolkata:
32. Upanishad Prasanga – Commentary on Taittireya Upanishad – (Bengali: উপনিষৎ প্রসঙ্গ: কেনোপনিষদ্). 2009. Kolkata:
33. Uttarayan (Bengali: উত্তরায়ন). Kolkata: Smt Ramaa Choudhury, Haimavati-Anirban Trust, 1995.
34. Vedamimamsa (Bengali: বেদ মীমাংসা). Vol I – 1961, Vol II – 1965, Vol III – 1970. Rabindra Puraskar award. Kolkata: Government Sanskrit College.
35. Vedanta Jijnasa (Bengali: বেদান্ত জিজ্ঞাসা). Sreerampore, Hooghly: Sri Rabindranath Bandyopadhyay, 1965.# Yogasamanvaya Prasanga (Bengali: যোগসমন্বয় প্রসঙ্গ). 1967. Kolkata: Sri Aurobindo Pathamandir.

## Uczniowie
Jego uczniami byli Indusi różnych orientacji: hinduiści, buddyści, chrześcijanie, muzułmanie i osoby niewierzące.
Najbardziej znaną na Zachodzie jego uczennicą jest Lizelle Reymond – szwajcarska tłumaczka klasycznych tekstów sanskryckich.

## Literatura przedmiotu
- Anirvan, Buddhiyoga of the Gita and other Essays, Samata Books, 1991

- Swami Anirwan: O literaturze Bengalu. W: Antologia indyjska. T. VI: Bengal. Cz. 1. Madras: 1964, seria: Biblioteka Polsko-Indyjska. Brak numerów stron w książce
- Swami Anirwan: Mistycyzm Indii. W: Antologia indyjska. T. I: Sanskryt. 1959, seria: Biblioteka Polsko-Indyjska. Brak numerów stron w książce
- Urszula Bernacka, Filozoficzne i mistyczne znaczenie śakti w oparciu o upaniszady śaktyczne oraz nauki Śrī Anirvāṇa, praca magisterska, Wydział Filozofii KUL, Lublin 2008, 67 str.
- Śri Anirwan: Joga wewnętrzna (Antarjoga). Magda Złotowska (tłum. z języka bengalskiego). Wyd. 1. Warszawa: Czarna Owca, 2023. ISBN 978-83-8252-591-5. (pol.). Brak numerów stron w książce